# El Hartistadion
Het El Hartistadion (Arabisch: ملعب الحارثي) is een multifunctioneel stadion in Marrakesh, een stad in Marokko.
Het stadion wordt vooral gebruikt voor voetbalwedstrijden, de voetbalclub Kawkab Marrakech maakte gebruik van dit stadion. Die club verhuisde in 2012 echter naar Stade de Marrakech.
Er ligt een kunstgrasveld. In het stadion is plaats voor ongeveer 25.000 toeschouwers. Het stadion werd geopend in 1930.